# LUV (película)
LUV es una película de drama criminal de 2012 dirigida por Sheldon Candis. Fue nominada al Gran Premio del Jurado en el Festival de Cine de Sundance de 2012. LUV se rodó en Baltimore, Maryland y sus alrededores, y se estrenó en Baltimore en el Festival de Cine de Maryland de 2012. Posteriormente se estrenó en cines el 18 de enero de 2013. La película recibió reseñas mixtas por parte de los críticos.

## Reparto
- Common como Vicent
- Michael Rainey Jr. como Woody Watson
- Dennis Haysbert como Mr. Fish
- Danny Glover como Arthur
- Lonette McKee como Abuela
- Charles S. Dutton como Cofield
- Meagan Good como Beverly
- Marz Lovejoy como Angel
- Marc John Jefferies como Newt
- Michael K. Williams como el detective Holloway
- Tracey Heggins como Leslie
- Clark Johnson como Harold Barnes
- Russell Hornsby como el detective Pratt
- Sammi Rotibi como Jamison

## Estreno
La película fue estrenada el 18 de enero de 2012 por Indomina Releasing, luego de estrenarse en múltiples festivales de cine a lo largo del país.